# Worben
Worben ist eine politische Gemeinde im Verwaltungskreis Seeland des Kantons Bern in der Schweiz.

## Geographie
Worben bestand früher aus zwei Dorfteilen, Oberworben und Unterworben. Heute sind die Dorfteile weitgehend zusammengewachsen und bilden ein langgezogenes Strassendorf.

### Nachbargemeinden
Die Gemeinde grenzt in alphabetischer Reihenfolge an Jens, Kappelen, Lyss und Studen.

## Geschichte
Funde weisen darauf hin, dass das Gebiet um Worben bereits seit der jüngeren Steinzeit, also vor rund 5'000 Jahren, besiedelt ist.
Erstmals wurde Worben 1228 in einer Urkunde erwähnt: Damals wurde ein Gut zu Worbun an das Kloster Frienisberg abgetreten.

## Politik
Neben der Einwohnergemeinde gibt es auch eine Burgergemeinde. Die Legislative wird von der Gemeindeversammlung gebildet. Der Gemeinderat (Exekutive) umfasst sieben Mitglieder, Gemeindepräsidentin (Stand: 2023) ist Manuela Kocher Hirt (SP Plus Worben).
Bei den Nationalratswahlen 2023 betrugen die Wähleranteile in Worben (in Klammern die Veränderung im Vergleich zu den Wahlen 2019 in Prozentpunkten): SVP 37,16 % (+0,10), SP 19,67 % (+4,63), Mitte 12,86 % (−3,71), glp 7,87 % (−0,35), FDP 5,94 % (+1,75), Grüne 5,69 % (−2,39), EVP 2,88 % (−1,00), EDU 2,85 % (+1,27), SD 1,84 % (−0,10).

## Wasserverschmutzung
Das Wasser in Worben enthält mehr Chlorthalonil als erlaubt. Der Kanton wollte das Pflanzenschutzmittel verbieten, falls der Bund kein nationales Verbot ausgesprochen hätte. Mitte Dezember 2019 sprach das Bundesamt für Landwirtschaft jedoch ein nationales Verbot aus, das am 1. Januar 2020 in Kraft trat. Wegen der zu hohen Belastung musste die Seeländische Wasserversorgung (SWG) bereits einen Brunnen vom Netz nehmen – weitere vier sollen folgen.

## Persönlichkeiten
- Johannes Niggeler (1816–1887), Lehrer und Sportpädagoge, gilt als Turnvater der Schweiz
- Manuela Kocher Hirt (* 1971), Gemeindepräsidentin und Grossrätin (SP)
- Florijana Ismaili (1995–2019), Fussballspielerin der Schweizer Nationalmannschaft